# Szczupakowate
Szczupakowate (Esocidae) – rodzina drapieżnych, słodkowodnych ryb szczupakokształtnych (Esociformes). Obejmuje 7 gatunków współcześnie żyjących i co najmniej kilka wymarłych. Poławiane jako ryby konsumpcyjne, zwłaszcza sportowo.

## Zasięg występowania
Półkula północna, słodkie wody chłodniejszej strefy Eurazji i Ameryki Północnej. Szczupak pospolity występuje w wodach okołobiegunowych półkuli północnej, Esox aquitanicus i E. cisalpinus w Europie, E. reichertii w Azji, a pozostałe współcześnie żyjące gatunki zasiedlają wody Ameryki Północnej. W zapisie kopalnym znane są ze słodkowodnych osadów kampanu (†Estesox i †Oldmanesox) z Ameryki Północnej oraz z miocenu Eurazji.

## Cechy charakterystyczne
Ciało wydłużone, wrzecionowate, pokryte drobnymi łuskami cykloidalnymi z kilkoma mocnymi przednimi promieniami. Długość maksymalna do 1,8 m. Pysk wydłużony. Żuchwa łączy się z czaszką za tylną krawędzią oka. W kościach brak komórek kostnych. Liczba promieni w płetwach piersiowych przekracza 30. Lemiesz i kość podniebienna są silnie uzębione. Linia boczna pełna. Szczupakowate są typowymi drapieżnikami. Żywią się głównie rybami i innymi kręgowcami wodnymi.

## Klasyfikacja
Rodzaje zaliczane do tej rodziny:
- Esox
- †Estesox
- †Oldmanesox